# Nochnitsa geminidens
Nochnitsa geminidens és una espècie extinta de sinàpsid del clade dels gorgonops que visqué en allò que avui en dia és l'Europa oriental durant el Permià mitjà, fa entre 259,5 i 264,3 milions d'anys. Se n'han trobat restes fòssils a la localitat russa de Kotélnitx, prop del riu Viatka. Es tracta de l'única espècie del gènere Nochnitsa. Es diferencia de tots els altres gorgonops coneguts pel fet que les sis dents postcanines superiors de cada banda de la boca estan agrupades en tres parells separats per diastemes. El nom genèric Nochnitsa es refereix a la notxnitsa, un dimoni femení de la mitologia eslava que turmenta la gent que dorm, i fou triat per analogia amb les gòrgones de la mitologia grega, evocades habitualment en la nomenclatura dels gorgonops. El nom específic geminidens significa ‘de dents bessones’ en llatí i es refereix a la ja esmentada configuració de les dents postcanines superiors.
Juntament amb Viatkogorgon ivachnenkoi, és un dels gorgonops més basals que hom ha descobert.